# ماتيو لان
ماتيو لان (بالإنجليزية: Matteo Lane)‏ هو فنان أمريكي، ولد في 1982.

## وصلات خارجية
- الموقع الرسمي
- ماتيو لان على موقع IMDb (الإنجليزية)
- ماتيو لان على موقع ميوزك برينز (الإنجليزية)